# Ośrodki Kultury Turystyki Górskiej PTTK

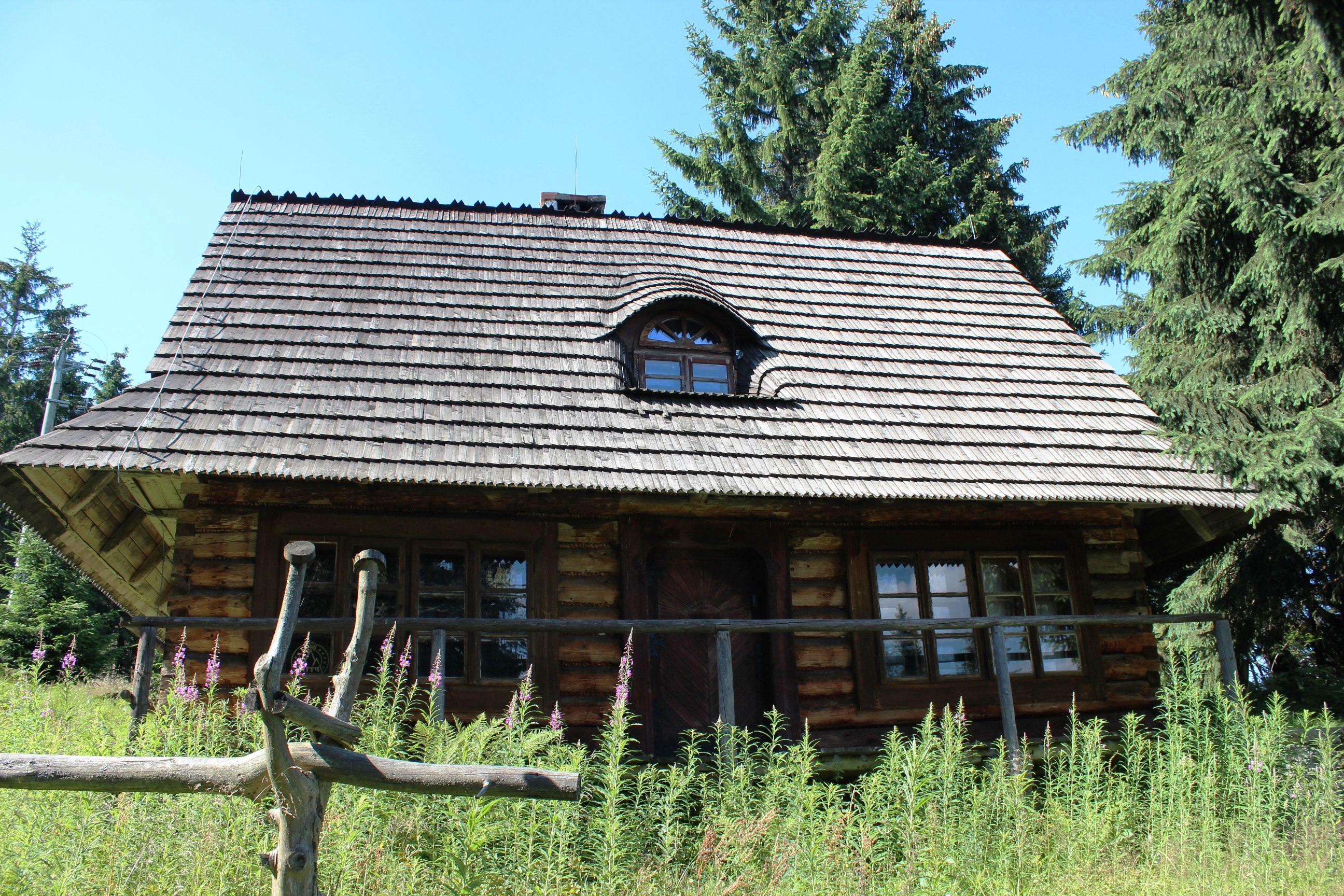
Dawny budynek Ośrodka Kultury Turystyki Górskiej PTTK na Turbaczu

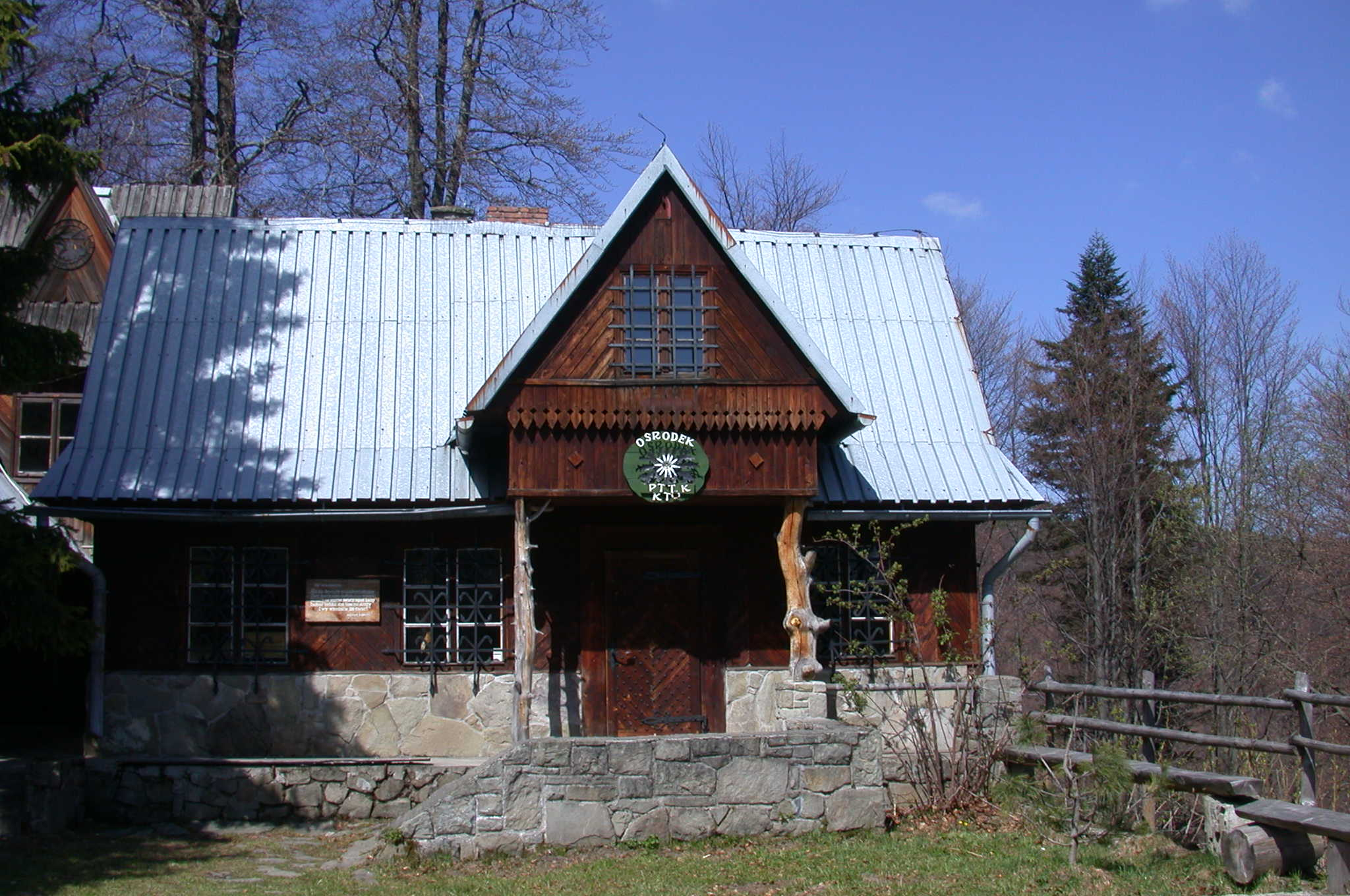
Budynek Ośrodka Kultury Turystyki Górskiej PTTK na Jaworzynie Krynickiej

Ośrodki Kultury Turystyki Górskiej PTTK – sieć placówek muzealnych Polskiego Towarzystwa Turystyczno-Krajoznawczego z ekspozycjami poświęconymi historii turystyki górskiej w Karpatach.

## Historia
Ośrodki są prowadzone przez Podkomisję Kultury i Historii Turystyki Górskiej Komisji Turystyki Górskiej Zarządu Głównego PTTK oraz Centralny Ośrodek Turystyki Górskiej PTTK. Idea tworzenia placówek zapoczątkowana została w 1966 przez Edwarda Moskałę. Tworzone były społecznie przez działaczy PTTK. Celem ich powołania było badanie historii i tradycji poszczególnych rejonów górskich oraz gromadzenie i eksponowanie materialnych pamiątek związanych z turystyką.
Obecna nazwa ośrodków została nadana uchwałą Komisji Turystyki Górskiej Zarządu Głównego PTTK z 6 czerwca 2016.

## Placówki
- Babiogórski Ośrodek Historii Turystyki Górskiej na Markowych Szczawinach (1966)
- Krynicki Ośrodek Historii Turystyki Górskiej na Jaworzynie Krynickiej (1970)
- Gorczański Ośrodek Historii Turystyki Górskiej na Turbaczu (1980)
- Pieniński Ośrodek Historii Turystyki Górskiej w Szczawnicy (1986)
- Bieszczadzki Ośrodek Historii Turystyki Górskiej „Zielony Domek” w Ustrzykach Górnych (1991)
- Baraniogórski Ośrodek Historii Turystyki Górskiej „U źródeł Wisły” (1994)
- Papieski Ośrodek Historii Turystyki Górskiej na Polanie Chochołowskiej
- Sądecki Ośrodek Historii Turystyki Górskiej „Gabinet Sosnowskiego” na Przehybie
- Sudecki Ośrodek Historii Turystyki Górskiej w Międzygórzu